# Грант (Айова)
Грант (англ. Grant) — місто (англ. city) в США, в окрузі Монтгомері штату Айова. Населення — 86 осіб (2020).

## Географія
Грант розташований за координатами 41°8′33″ пн. ш. 94°59′7″ зх. д. / 41.14250° пн. ш. 94.98528° зх. д. (41.142363, -94.985366).  За даними Бюро перепису населення США в 2010 році місто мало площу 1,94 км², з яких 1,91 км² — суходіл та 0,03 км² — водойми.

## Демографія
Згідно з переписом 2010 року, у місті мешкали 92 особи в 41 домогосподарстві у складі 27 родин. Густота населення становила 47 осіб/км².  Було 54 помешкання (28/км²).
Расовий склад населення:
| - 100,0 % — білих |

До двох чи більше рас належало 0,0 %. Частка іспаномовних становила 0,0 % від усіх жителів.
За віковим діапазоном населення розподілялося таким чином: 13,0 % — особи молодші 18 років, 62,0 % — особи у віці 18—64 років, 25,0 % — особи у віці 65 років та старші. Медіана віку мешканця становила 52,0 року. На 100 осіб жіночої статі у місті припадало 100,0 чоловіків;  на 100 жінок у віці від 18 років та старших — 95,1 чоловіків також старших 18 років.
Середній дохід на одне домашнє господарство  становив 41 153 долари США (медіана — 29 375), а середній дохід на одну сім'ю — 49 567 доларів (медіана — 29 375). За межею бідності перебувало 33,3 % осіб, у тому числі 58,6 % дітей у віці до 18 років та 21,7 % осіб у віці 65 років та старших.
Цивільне працевлаштоване населення становило 35 осіб. Основні галузі зайнятості: освіта, охорона здоров'я та соціальна допомога — 40,0 %, роздрібна торгівля — 11,4 %, транспорт — 5,7 %, оптова торгівля — 5,7 %.